# M29
M29 (NGC 6913) e е разсеян звезден куп, разположен по посока на съзвездието Лебед. Открит е от Шарл Месие през 1764.
М29 е характерен с ниската си плътност, а общия брой звезди е около 50. Оценките за разстоянието варират от 4000 до 7200 св.г.. Купът се приближава към Слънчевата система, със скорост от около 28 км/с. Оценките за възрастта му са за 10 млн. години. Звездите са предимно от спектрален клас О или В, със средна видима звездна величина +8.59, или абсолютна звездна величина от около -8, което се равнява на 160 000 слънчеви светимости.